# Asunción Escribano Hernández
Asunción Escribano Hernández (Salamanca, 1964) es una escritora española, poeta, periodista, profesora, catedrática de Lengua y Literatura Española en la Facultad de Comunicación de la Universidad Pontificia de Salamanca.

## Trayectoria
Asunción Escribano Hernández es catedrática de Lengua y Literatura Españolas en la Facultad de Comunicación de la Universidad Pontificia de Salamanca y profesora en el Máster y Diploma de Especialización en Creación Literaria de la Universidad de Salamanca.
Licenciada en Ciencias de la Información por la Universidad Pontificia de Salamanca; licenciada en Filología Hispánica (especialidad Lengua y Literatura Española) por la Universidad de Salamanca (USAL), máster en Creación Literaria por el Grupo Planeta y la Universidad Internacional de Valencia y diplomada en Música, especialidad Piano en el Conservatorio de Salamanca.
Asunción Escribano es doctora en Lengua española la Universidad de Salamanca, USAL. Su tesis doctoral versó sobre Uso periodístico de la lengua. Los títulos en prensa.
Forma parte de los grupos de investigación reconocidos (GIR): "E-LECTRA, Grupo de Investigación sobre Lectura, Edición Digital, Transferencia y Evaluación de la Información Científica de la Universidad de Salamanca,y "GEsTA. Grupo de Estética y Teoría de las Artes" de la Universidad de Salamanca.
También pertenece al Instituto de Estudios Medievales y Renacentistas y de Humanidades Digitales (IEMYRhd).
Su actividad académica ha sido completada con la gestión en la universidad, pues fue nombrada en 2015 decana de la Facultad de Comunicación de la Universidad Pontificia de Salamanca, UPSA.
Es directora de la Cátedra de Poesía 'Fray Luis de León' de la Universidad Pontificia de Salamanca. 
Es miembro de la Academia de Juglares de Fontiveros, y forma parte del Consejo Asesor de la Fundación Duques de Soria. 
Además de la docencia, ha ejercido el periodismo cultural y la crítica literaria en diversas publicaciones académicas y culturales.
Como escritora ha cultivado, además de los ensayos, análisis y estudios académicos, la crítica literaria y la poesía. Ha formado parte como jurado de diferentes premios literarios.
En el ámbito académico ha dirigido tesis y publicaciones científicas, y es autora de las siguientes publicaciones:

## Publicaciones

### Libros
- Uso periodístico de la lengua: los títulos en prensa, Ediciones Universidad de Salamanca, 2001.
- Pragmática e ideología en las informaciones sobre conflictos políticos, Universidad Pontificia, 2001.
- Comentario de textos periodísticos: informativos, interpretativos y de opinión,Ediciones Universidad de Salamanca, 2006.
- Lengua y medios de comunicación,Salamanca, Cervantes, 2006.
- Comentario de textos periodísticos informativos,Madrid, Arco Libros, 2008.
- Comentario de textos periodísticos interpretativos y de opinión, Madrid, Arco Libros, 2008.
- Las voces del texto como recurso persuasivo,Madrid, Arco Libros, 2009.
- Literatura y publicidad. El elemento persuasivo-comercial de lo literario, Zamora, Comunicación Social, 2011.
- La retórica publicitaria editorial. El arte de vender un libro, Madrid, Arco Libros, 2012.
- La expresión verbal de la subjetividad.El lenguaje como recreación humana del mundo, Salamanca, Upsa/Usal, 2013.
- La Redacción publicitaria. El arte del buen decir para vender, Madrid, Síntesis, 2018.
- Pereza, Madrid, PPC, 2022.
- La belleza de lo bienaventurado, León, EOLAS, 2024.

### Artículos
Ha publicado artículos de investigación en distintas revistas, entre las que se encuentran:
- Siglo XXI; Castilla. Estudios de Literatura; Altre Modernità; Pragmalingüística; Sintagma. Revista de Lingüística;  Oralia; CLAC, Círculo de Lingüística Aplicada a la Comunicación; Revista Española de Lingüística Aplicada/Spanish Journal of Applied Linguistics; Pragmática Sociocultural/Sociocultural Pragmatics; Lingüística Española Actual; Español Actual; Pensar la Publicidad. Revista internacional de investigaciones publicitarias; Espacios Públicos; Anàlisi. Quaderns de comunicació i cultura; Comunicación y Sociedad; Zer. Revista de estudios de Comunicación; Logo. Revista de Retórica y Teoría de la Comunicación

También ha publicado artículos de literatura y teoría literaria en diversas revistas como:
- Analecta Malacitana; Espéculo. Revista de estudios literarios; Adamar; Pliegos de Yuste. Revista de cultura y pensamiento europeos; Extravío. Revista electrónica de literatura comparada

### Editora
Como editora ha trabajado las obras: Yo solo sé nombrarte, de José Antonio Muñoz Rojas(2002), Femenino plural (2004), y El poeta ante la Cruz (2011);  y coordinado Cristianismo y poesía (2002), El Poema de Mio Cid: la comunicación de un mito (2007), y La libertad de expresión (2011)

## Obra literaria

### Poesía
- La estación más ardiente. Un diccionario emocional de poesía, León, Eolas & Menoslobos, 2023.[9]
- El canto bajo el hielo, Barcelona, Ediciones Carena, 2021.[10][9]
- Salmos de la lluvia, Madrid, Vaso Roto, 2018.[11]
- Acorde (X Premio de poesía “Fray Luis de León”), Madrid, Visor, 2014.[12]
- Hebra y sutura, Madrid, Libros del Aire, 2012.
- Solo me acarician alas, Salamanca, Diputación de Salamanca, 2012.
- Metamorfosis (Premio de poesía “Juan de Baños”), Valladolid, Junta de Castilla y León-Academia Castellana y leonesa de la poesía, 2004.
- La disolución, Salamanca, Amarú, 2001.

### Participación en Antologías
- Años de trece meses. 13 autoras de la poesía actual en lengua española, Ed. Francisco Javier Irazoki, Madrid, Demipage, 2022.

- ¡Oh! Dejad que la palabra rompa el vaso y lo divino se convierta en cosa humana, Madrid, Vaso Roto, 2020.

- A poema abierto. Escribir en tiempos de pandemia, Ed. de Amalia Iglesias, Salamanca,  Ediciones Universidad de Salamanca, 2020.

- De la intimidad. Antología poética en homenaje a Teresa de Jesús, Sevilla, Renacimiento, 2019.

- Contribución como crítica e investigadora en la elaboración de El canon abierto. Última poesía en español, (Edición de Remedios Sánchez García), Madrid, Visor, 2015.

## Premios y reconocimientos

### Premios
- Finalista del Premio de la Crítica de Castilla y León 2018, por Salmos de la lluvia

- X Premio “Fray Luis de León” de poesía, Diputación de Cuenca, 2014.

- Finalista en el XXIV Premio Internacional de Poesía San Juan de la Cruz, 2013.
- Primer premio en el certamen nacional “Juan de Baños”, Academia Castellana y Leonesa de poesía, 2004.
- Finalista en el Premio joven de la Academia Castellano y Leonesa de Poesía, 1999.
- Primer premio en el Certamen Internacional de textos periodísticos “Tito Bradsma”, Cátedra “Tito Bradsma”, 1996.

### Distinciones
- Pregonera de la Semana Santa de Plasencia, 2022.
- Pregonera de la Semana Santa de Salamanca, 2017.[13]

- Juglar de la Academia de Fontiveros, diciembre de 2013.
- Hija adoptiva de la ciudad de Fontiveros, diciembre de 2013.
- Miembro Colaborador de la Institución Gran Duque de Alba, diciembre de 2013.
- Miembro del Consejo Asesor de la “Fundación Duques de Soria”, desde 2005